# اوروش پلاوشیچ
اوروش پلاوشیچ (سیریلیک صربی: Урош Плавшић؛ زادهٔ ۲۲ دسامبر ۱۹۹۸) بازیکن بسکتبال اهل صربستان است.
وی در مسابقات کشوری و بین‌المللی در مجموع برندهٔ ۱ مدال برنز شده است.